# Zoran Stefanović
Zoran Stefanović (cirílico serbio:  Зоран Стефановић; Loznica, 21 de noviembre de 1969) es un escritor y activista cultural serbio.
Es presidente de la Asociación de Dramaturgos de Serbia (2022).

## Biografía
Conocido principalmente como dramaturgo, se graduó en arte dramático en la Universidad de las Artes de Belgrado en 1987. La mayor parte de su obra se enmarca en lo fantástico, y alterna las disciplinas clásicas con modernas como el cómic o el documental. En sus obras destacan, "Orfeo esclavo ("Slovenski Orfej"/"Словенски Орфеј" teatral) y "El tercer argumento "Treći argument'"/"Трећи аргумент", comic).

## Obra

### Teatro y radio
- Ostrvska priča, 1987
- Vikend sa Marijom Broz, 1990
- Slovenski Orfej, 1992
- Skaska o kosmičkom jajetu, 1992
- Tačka susreta, 1992
- Slovenski Orfej i druge drame, 1995
- Sneg nije beo, 2009
- Valcer za Olgu, 2018

### Novela
- Verigaši, roman o Našima, 2012